# هنر ماندگار است و زندگی کوتاه
هنر ماندگار است و زندگی کوتاه (به لاتین: Ars longa, vita brevis)، برگردان جملهٔ قصاری است که در اصل به زبان یونانی در کتابی اثر بقراط، پزشک یونان باستان آمده‌است. در برگردان لاتین که رایج شده، جای جملات اول و دوم عوض شده‌است.

## اصل جملات
اصل جملات در زبان‌های یونانی و لاتین چنین است:
| برگردان فارسی: زندگی کوتاه است، و هنر پایا (ماندگار)، فرصت از دست می‌رود، تجربه مخاطره‌آمیز است، و تصمیم‌گیری سخت! | متن اصلی به زبان یونانی: Ὁ βίος βραχύς, ἡ δὲ τέχνη μακρή, ὁ δὲ καιρὸς ὀξύς, ἡ δὲ πεῖρα σφαλερή, ἡ δὲ κρίσις χαλεπή. | برگردان به زبان لاتین: Vita brevis, ars longa, occasio praeceps, experimentum periculosum, iudicium difficile. |

## تفسیر
گفته می‌شود واژه‌ای که برای هنر در یونانی به کار رفته به معنی هنرهای زیبا نیست بلکه به پیشه‌ها و مهارت‌های صنعتی و تکنیکی دلالت دارد. بقراط پس از این دو خط بلافاصله گفته که دکتر نباید تنها به انجام کار درست بپردازد بلکه باید از هماهنگی بیمار، حضار و عوامل دیگر در معالجه استفاده کند. یا به زبان ساده اینکه «مدت زمان زیادی طول می‌کشد تا یک فرد در پیشه‌ای به تخصص دست پیدا کند ولی زمان کمی را در پیش رو دارد که بتواند از آن استفاده کند.» از این‌رو می‌توان گفت که منظور از این جملات این است که «هنر برای همیشه باقی می‌ماند اما هنرمند می‌میرد و به فراموشی سپرده می‌شود». اما با توجه به ترتیب جملات در اصل آن به زبان یونانی، «زندگی کوتاه است، هنر پایان‌ناپذیر»، این تفسیر درست‌تر است که کمال افراد در هنر بدست زمان محدود می‌شود.